# Terreiro Raiz de Ayrá
O Terreiro Raiz de Ayrá é um templo de candomblé de nação Nagô vodum e tem como patrono João Balbino dos Santos. O terreiro foi fundado em 1917 e está localizado na cidade de São Félix, no estado brasileiro da Bahia. É um patrimônio imaterial estadual, tombado pelo Instituto do Patrimônio Artístico e Cultural da Bahia (IPAC), no ano de 2014, sob o processo de nº 0607120025998/12.

## História
O Terreiro Raiz de Ayrá foi fundado em 1917, por João Balbino dos Santos, conhecido como João Três Toras, quando tinha quinze anos de idade. A princípio, o terreiro foi sediado no km 310, na cidade de São Félix, onde atualmente é a hidrelétrica Pedra do Cavalo. Com a construção da hidrelétrica, o terreiro precisou mudar-se e João Balbino foi para o Rio de Janeiro com seus orixás e sua esposa ficou responsável pelo terreiro em Salvador. Com a morte de sua esposa em 1973 e a morte de João Balbino em 1975, os orixás retornaram para Salvador. Mariá Ferreira dos Santos, filha biológica e filha de santo de João Balbino, retornou para a cidade de São Felix, replantando seu axé. Os orixás retomaram às suas raízes e o terreiro foi rebatizado como Terreiro Raiz de Ayrá. Atualmente a casa está sediada na Rua Varre Estrada, na cidade de São Felix.

## Patrimônio cultural
| “ | No dia 19 de novembro de 2014, às 17h30, no Salão de Atos Baianas de Acarajé, da Governadoria, localizado no Centro Administrativo da Bahia, o então Governador da Bahia, Jaques Wagner, com a presença de várias autoridades e representantes dos terreiros, assinou os dez decretos de Registro Especial, tornando os terreiros Asepò Erán Opé Olùwa – Viva Deus, Aganjú Didê – Ici Mimó, Loba’Nekun, Loba’Nekun Filha, Humpame Ayono Huntoloji, Ilê Axé Itaylê, Inzo Incossi Mukumbi Dendezeiro, Ogodô Dey, Raiz de Ayrá e Ilê Axé Ogunjá, Patrimônio Imaterial do Estado da Bahia. | ” |
| — IPAC, 2015, p. 21, IPAC (2015). «Terreiros de Candomblé de Cachoeira e São Félix: CADERNOS DO IPAC, 9» (PDF). iPatrimônio. Consultado em 26 de outubro de 2022 | |   |

No ano de 2020, o Terreiro Raiz de Ayrá, juntamente com os terreiros Viva Deus, Humpame Ayono Huntóloji, Ilê Axé Itaylê, Ilê Axé Ogunjá, Inzo Nkosi Mukumbi Dendezeiro, Ogodô Dey, Aganju Didê, Loba’Nekun Casa de Oração e Loba’Nekun Filho, foram contemplados com novecentos mil reais, através do edital público Salvaguarda Patrimônio Imaterial, do Instituto do Patrimônio Artístico e Cultural da Bahia (IPAC), para realizar uma ação coletiva de salvaguarda com produção de documentário, portal virtual, plano planialtimétrico, publicação impressa e plano de salvaguarda.

## Yalorixás e babalorixás
- 1917 a 1975 - João Balbino dos Santos - Fundador[2]
- 1975 a 2011 - Irineu Ferreira[2]
- 2011 - Mariá Ferreira dos Santos[2]

## Festividades
- Festa das Iabás - janeiro[2]
- Festa de Santo Antônio - junho[2]
- Festa do Xangô - junho[2]
- Festa dos Aborós - agosto[2]
- São Roque - 14 a 16 de agosto[2]
- Festa para Tempo - agosto[2]